# 方遂 (萬曆進士)
方遂，號鳧陽，湖廣京山縣人。明朝政治人物。

## 生平
萬曆十七年（1589年）己丑科進士。除戶部主事，萬曆二十六年（1598年）出為廣東廣州府知府，歷改池州府、開封府。

## 轶事
《萬曆野獲編》載，方遂任廣州府知府時，廣東巡按御史顧龍禎不諳吏治，性格剛戾自大，方遂為其彈劾，自罷去。